# Hedyotis
Hedyotis is een geslacht uit de sterbladigenfamilie (Rubiaceae). De soorten komen voor van (sub)tropisch Azië tot in het noordwestelijke deel van het Pacifisch gebied.

## Soorten
- Hedyotis acutangula Champ. ex Benth.
- Hedyotis aimiriikensis Kaneh.
- Hedyotis albonerva Bedd.
- Hedyotis articularis R.Br. ex Wight & Arn.
- Hedyotis atropurpurea Merr.
- Hedyotis austrosinica L.Wu & L.H.Yang
- Hedyotis bahaii J.F.Maxwell
- Hedyotis bambusetorum Merr.
- Hedyotis baotingensis W.C.Ko
- Hedyotis barberi (Gamble) A.N.Henry & Subr.
- Hedyotis beddomei Hook.f.
- Hedyotis benguetensis (Elmer) Elmer
- Hedyotis bourdillonii (Gamble) R.S.Rao & Hemadri ex N.C.Nair, V.J.Nair & R.Ansari
- Hedyotis brachyantha Merr.
- Hedyotis bracteosa Hance
- Hedyotis brunonis Merr.
- Hedyotis buxifolia Bedd.
- Hedyotis cagayanensis Merr.
- Hedyotis camarinensis Merr.
- Hedyotis cantoniensis F.C.How ex W.C.Ko
- Hedyotis cardiophylla Quisumb. & Merr.
- Hedyotis catanduanensis Merr.
- Hedyotis cathayana W.C.Ko
- Hedyotis caudata Merr.
- Hedyotis caudatifolia Merr. & F.P.Metcalf
- Hedyotis ceylanica N.Wikstr. & Neupane
- Hedyotis cheniana R.J.Wang
- Hedyotis cinereoviridis Thwaites
- Hedyotis communis W.C.Ko
- Hedyotis coprosmoides Trimen
- Hedyotis cornifolia Kaneh.
- Hedyotis cryptantha Dunn
- Hedyotis cushingiae Fosberg
- Hedyotis cyanescens Thwaites
- Hedyotis decora E.T.Geddes
- Hedyotis dendroides Alston
- Hedyotis densa Craib
- Hedyotis devicolamensis Deb & Ratna Dutta
- Hedyotis diffusissima Merr.
- Hedyotis divaricata (Valeton) Hosok.
- Hedyotis diversifolia E.T.Geddes
- Hedyotis edanoii Quisumb. & Merr.
- Hedyotis effusa Hance
- Hedyotis equisetiformis Wernham
- Hedyotis eualata (Gamble) A.N.Henry & Subr.
- Hedyotis eucapitata Merr.
- Hedyotis evenia Thwaites
- Hedyotis exserta Merr.
- Hedyotis fissistipula Merr.
- Hedyotis flavescens Thwaites
- Hedyotis flexuosa Ridl.
- Hedyotis fruticosa L.
- Hedyotis fruticulosa (Volkens) Merr.
- Hedyotis fumata Alston
- Hedyotis gamblei A.N.Henry & Subr.
- Hedyotis gardneri Thwaites
- Hedyotis garrettii Craib
- Hedyotis gartmorensis Ridsdale
- Hedyotis gentianifolia (Bremek.) N.Wikstr. & Neupane
- Hedyotis globiceps Ridl.
- Hedyotis griffithii Hook.f.
- Hedyotis hainanensis (Chun) W.C.Ko
- Hedyotis hamiguitanensis Santor, D.D.B.Santiago & Alejandro
- Hedyotis havilandii King
- Hedyotis hirsutissima Bedd.
- Hedyotis howii G.B.Jiang & R.J.Wang
- Hedyotis humilis Merr.
- Hedyotis inamoena Thwaites
- Hedyotis interrupta G.B.Jiang & R.J.Wang
- Hedyotis kamputensis (Pit.) Wangwasit & Chantar.
- Hedyotis konhanungensis B.H.Quang, T.A.Le, K.S.Nguyen & Neupane
- Hedyotis korrorensis (Valeton) Hosok.
- Hedyotis kurzii Merr.
- Hedyotis laciniata Kaneh.
- Hedyotis lancea Thunb. ex Maxim.
- Hedyotis laotica (Pit.) Wangwasit & Chantar.
- Hedyotis leschenaultii DC.
- Hedyotis lessertiana Arn.
- Hedyotis leuserensis N.Wikstr. & Neupane
- Hedyotis loganioides Benth.
- Hedyotis longiexserta Merr. & F.P.Metcalf
- Hedyotis longipedunculata Merr.
- Hedyotis longipetala Merr.
- Hedyotis longiramulis Y.D.Xu & R.J.Wang
- Hedyotis luzoniensis Merr.
- Hedyotis lychnidifolia Craib
- Hedyotis macgregorii Merr.
- Hedyotis macraei Hook.f.
- Hedyotis macrophylla Wall. ex Wight & Arn.
- Hedyotis macrostegia Stapf
- Hedyotis maingayi Hook.f.
- Hedyotis manasensis D.Baro, Bawri & Borthakur
- Hedyotis marginata (Thwaites ex Trimen) Alston
- Hedyotis matthewii Dunn
- Hedyotis megalantha Merr.
- Hedyotis membranacea Thwaites
- Hedyotis mindorensis Quisumb.
- Hedyotis minutopuberula Merr. & F.P.Metcalf
- Hedyotis montana Merr.
- Hedyotis nairii Murug. & V.Balas.
- Hedyotis nankunshanensis R.J.Wang & S.J.Deng
- Hedyotis nanlingensis R.J.Wang
- Hedyotis neolessertiana  Ridsdale
- Hedyotis nigrescens Merr.
- Hedyotis nodiflora Wall. ex G.Don
- Hedyotis nodulosa Arn.
- Hedyotis novoguineensis Merr. & L.M.Perry
- Hedyotis nutans (Valeton) P.Royen
- Hedyotis obscura Thwaites
- Hedyotis ovalis (Korth.) Walp.
- Hedyotis ovata Thunb. ex Maxim.
- Hedyotis papafranciscoi Alejandro
- Hedyotis paridifolia Dunn
- Hedyotis patens Ridl.
- Hedyotis phanerophlebia Merr.
- Hedyotis philippensis (Willd. ex Spreng.) Merr. ex C.B.Rob.
- Hedyotis pilosissima Merr.
- Hedyotis pinaster Ridl.
- Hedyotis plantaginifolia Arn.
- Hedyotis ponapensis (Valeton) Kaneh.
- Hedyotis prostrata Blume
- Hedyotis protrusa Stapf
- Hedyotis pruinosa Wight & Arn.
- Hedyotis puberulifolia Y.D.Xu & R.J.Wang
- Hedyotis pubescens (Valeton) Merr. & L.M.Perry
- Hedyotis pubicaulis M.D.Yuan & R.J.Wang
- Hedyotis pubirachis Y.D.Xu & R.J.Wang
- Hedyotis puffii Wangwasit & Chantar.
- Hedyotis pulchella Stapf
- Hedyotis pulcherrima Dunn
- Hedyotis punicea Craib
- Hedyotis purpurascens Hook.f.
- Hedyotis quinquinervia Thwaites
- Hedyotis rajasekaranii Karupp. & V.Ravich.
- Hedyotis ramarowii (Gamble) R.S.Rao & Hemadri
- Hedyotis recurvata Jiji, Jeomol, Manudev & Sunojk.
- Hedyotis resupinata Ridl.
- Hedyotis rhinophylla Thwaites ex Trimen
- Hedyotis rigida (Blume) Walp.
- Hedyotis rivalis Ridl.
- Hedyotis rosmarinifolia (Pit.) Craib
- Hedyotis rugosa (Blume) Korth.
- Hedyotis sachetiana Fosberg
- Hedyotis scaberrima Merr.
- Hedyotis scaberula Hook.f.
- Hedyotis scabridifolia Kaneh.
- Hedyotis schlechteri Merr. & L.M.Perry
- Hedyotis scoparia (Pierre ex Pit.) P.H.Hô
- Hedyotis shenzhenensis Tao Chen
- Hedyotis shettyi K.Ravik. & V.Lakshm.
- Hedyotis shoolamudi Sunil, Naveen Kum. & K.M.P.Kumar
- Hedyotis sibuyanensis Elmer
- Hedyotis similis E.T.Geddes
- Hedyotis simplex Merr.
- Hedyotis simplicissima (Lour.) Merr.
- Hedyotis sithiravaraiensis Muruganand., Devanath., S.Ravik. & D.Naras.
- Hedyotis srilankensis Deb & Ratna Dutta
- Hedyotis stelligera Ridl.
- Hedyotis stylosa R.Br. ex Wight & Arn.
- Hedyotis suborthogona Hosok.
- Hedyotis subvelutina Elmer
- Hedyotis subvenosa Merr.
- Hedyotis subverticillata Alston
- Hedyotis swertioides Hook.f.
- Hedyotis symphyllarionoides Ridsdale
- Hedyotis taishanensis G.T.Wang & R.J.Wang
- Hedyotis tavoyensis N.P.Balakr.
- Hedyotis tenuipes Hemsl.
- Hedyotis terminaliflora Merr. & Chun
- Hedyotis ternata (Pierre ex Pit.) P.H.Hô
- Hedyotis tetrandra (Roxb.) Craib
- Hedyotis tetrangularis (Korth.) Walp.
- Hedyotis thwaitesii Hook.f.
- Hedyotis tomentosa (Valeton) Hosok.
- Hedyotis tonggulingensis G.B.Jiang & R.J.Wang
- Hedyotis travancorica Bedd.
- Hedyotis trichoneura Alston
- Hedyotis tridentata Ridsdale
- Hedyotis trimenii Deb & Ratna Dutta
- Hedyotis trisecta Elmer
- Hedyotis tuyamae Hosok.
- Hedyotis uncinella Hook. & Arn.
- Hedyotis vachellii Hook. & Arn.
- Hedyotis valetoniana Merr. & L.M.Perry
- Hedyotis verticillaris Wall. ex Wight & Arn.
- Hedyotis villosostipulata (Gamble) R.S.Rao & Hemadri
- Hedyotis viscida Bedd.
- Hedyotis wangii R.J.Wang
- Hedyotis whiteheadii Merr.
- Hedyotis wuzhishanensis R.J.Wang
- Hedyotis wynaadensis (Gamble) R.S.Rao & Hemadri
- Hedyotis xinyiensis X.Guo & R.J.Wang
- Hedyotis yangchunensis W.C.Ko & Zhang
- Hedyotis yazhouensis F.W.Xing & R.J.Wang
- Hedyotis zhihaoana Huan C.Wang & Xiao Lan Liu

... · 
Afrocanthium · 
Asperula (Bedstro) · 
Atractocarpus · 
Belonophora · 
Bouvardia · 
Breonadia · 
Byrsophyllum · 
Callipeltis · 
Cephalanthus (Kogelbloem) · 
Chassalia · 
Cinchona · 
Coffea (Koffie) · 
Coprosma · 
Cruciata · 
Deppea · 
Galium (Walstro) · 
Gardenia · 
Genipa · 
Morinda · 
Nertera · 
Pentas · 
Plocama · 
Portlandia · 
Psydrax · 
Richardia · 
Rothmannia · 
Rubia · 
Rutidea · 
Rytigynia · 
Sabicea · 
Sarcocephalus · 
Sericanthe · 
Sherardia · 
Spermacoce · 
Tarenna · 
Tricalysia · 
Uncaria · 
Vangueria · 
Virectaria ·  
Wendlandia · 
...